# Anathallis acuminata
Anathallis acuminata là một loài thực vật có hoa trong họ Lan. Loài này được (Kunth) Pridgeon & M.W.Chase mô tả khoa học đầu tiên năm 2001.